# Sanguisorba riparia
Sanguisorba riparia är en rosväxtart som beskrevs av Sergei Vasilievich Juzepczuk. Sanguisorba riparia ingår i släktet storpimpineller, och familjen rosväxter. Inga underarter finns listade i Catalogue of Life.